# Suzannah Bianco
Suzannah Bianco (San José (Califórnia), 15 de maio de 1973) é uma ex-nadadora sincronizada estadunidense, campeã olímpica.

## Carreira
Suzannah Bianco representou seu país nos Jogos Olímpicos de 1996, ganhando a medalha de ouro por equipes. 